# چروینیانو دآددا

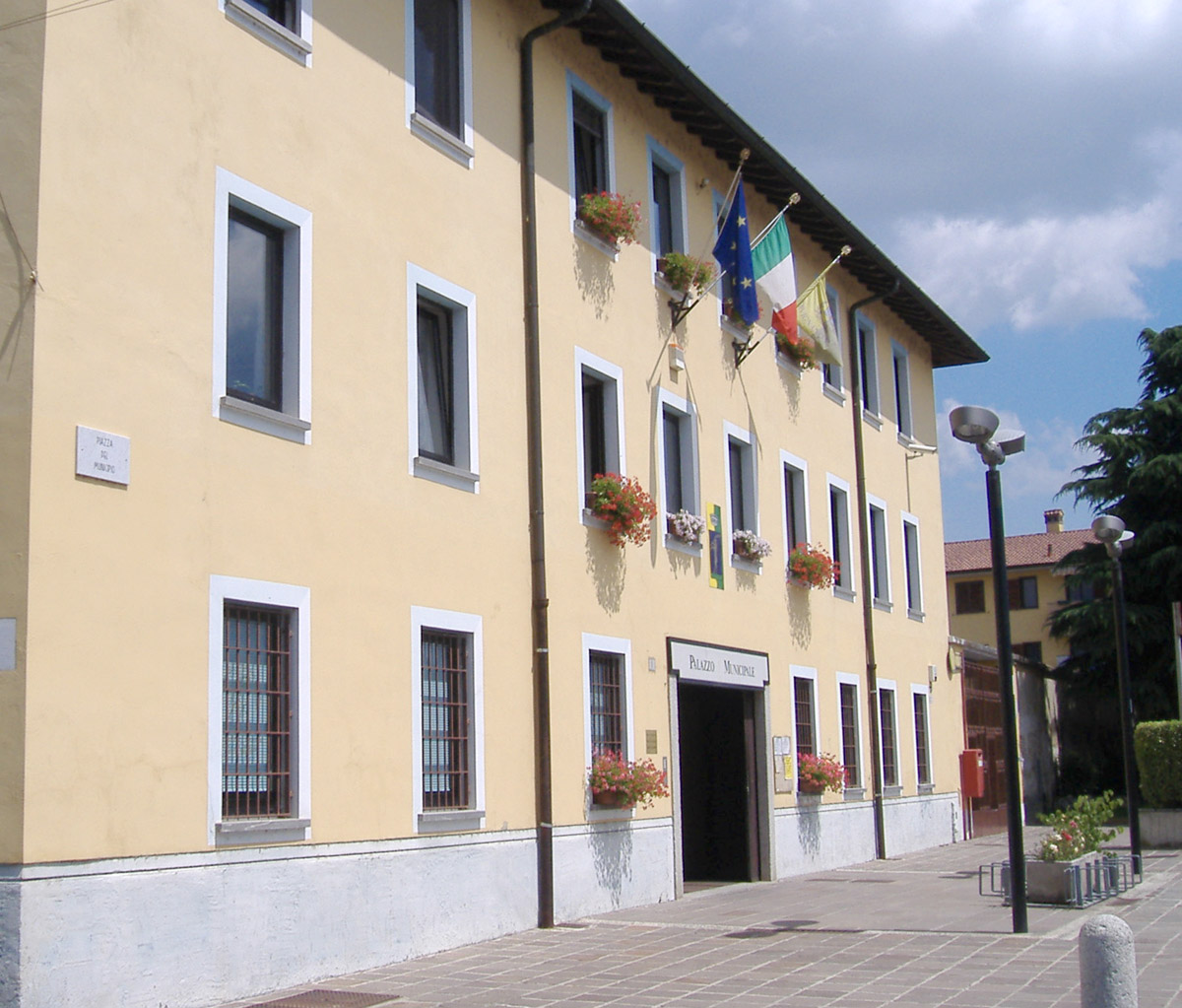
نمایی از چروینیانو دآددا

چروینیانو دآددا (به ایتالیایی: Cervignano d'Adda) یک کومونه در ایتالیا است که در استان لودی واقع شده‌است.

## خصوصیات
چروینیانو دآددا ۴٫۱ کیلومترمربع مساحت و ۲٬۱۱۸ نفر جمعیت دارد و ۸۷ متر بالاتر از سطح دریا واقع شده‌است.